# Spreeuw
De spreeuw (Sturnus vulgaris) is een vogel uit de familie van de spreeuwachtigen (Sturnidae) uit de orde zangvogels (Passeriformes). Hoewel hij het hele jaar door te zien is, is het een trekvogel. De spreeuwen die in de zomer in Nederland of België zijn, vliegen in de winter naar het zuiden. Spreeuwen die in Nederland of België overwinteren bevinden zich gedurende de zomer noordelijker.

## Kenmerken
Het verenkleed is glanzend zwart met, vooral in de zon, een weerschijn van bronsgroen (kop en achterhoofd) en verschillende variaties purper. In de winter is het verenkleed duidelijker gespikkeld dan in de zomer. Behalve voor kenners is er eigenlijk nauwelijks onderscheid te maken tussen het mannetje en het vrouwtje. Omdat de veren van het wijfje wat groter en breder zijn, en omdat de uiteinden van de contourveren wit gekleurd zijn, zijn háár stippels van het winterkleed groter en staan bovendien wat dichter opeen. Jonge spreeuwen zijn grijsbruin met een lichte keel. Aan het eind van de zomer ruilen ze dit verenpak om voor dat van de volwassenen, zij het dat hun spikkels duidelijker zijn dan die van de oudere volwassenen die meer gemêleerd zijn.
De lengte bedraagt ongeveer 21 cm, met een spanwijdte van 37–42 centimeter en een gewicht van 70-80 gram.
Spreeuwen kunnen lang achtereen zingen. Het geluid dat ze hierbij maken klinkt vaak meer als een soort gekwetter dan een gefluit. Spreeuwen zijn goed in imiteren. In het onderstaande geluidsfragment valt een imitatie van een wielewaal te beluisteren. Behalve vogels imiteert de spreeuw ook omgevingsgeluiden. Zo kan het voorkomen dat spreeuwen die zich ophouden op spoorwegstations de geluiden aldaar nabootsen: van een binnenrijdende trein en het open- en dichtgaan van treindeuren tot het fluitje van de conducteur.
|  |                      |
|  | zang (download·info) |

### Zwermen
Spreeuwen gebruiken na de broedtijd gezamenlijke slaapplaatsen. Dit zijn soms rietvelden in natuurgebieden, maar soms ook grote bomen of gemakkelijk toegankelijke grote bouwsels in steden zoals treinstations of winkelcentra. In de loop van de herfst en de winter vormen zij daar vaak enorme groepen (zwermen) die gezamenlijk spectaculaire vliegshows ten beste kunnen geven in de buurt van deze gezamenlijk gebruikte slaapplaatsen. De aantallen kunnen oplopen tot 100.000 individuen.

### Voedsel
De spreeuw is een alleseter. In het voorjaar eet hij vooral insecten, regenwormen en kleine slakken, in de rest van het jaar voornamelijk fruit en bessen. Ook door mensen weggeworpen etensresten nuttigt de spreeuw graag. In zwermen van soms 1 miljoen vogels kunnen spreeuwen grote voedselschade aanrichten in met name wijngebieden (druiven) en kersenboomgaarden. Pogingen om de spreeuwen te verjagen met harde geluiden, reflecterende materialen e.d. waren niet succesvol. Tegenwoordig worden hoogwaardige wijngewassen en kersenboomgaarden afgeschermd met netten. Bij het zoeken naar voedsel op de grond beweegt de spreeuw zich lopend en niet huppend zoals de merel.

## Verspreiding

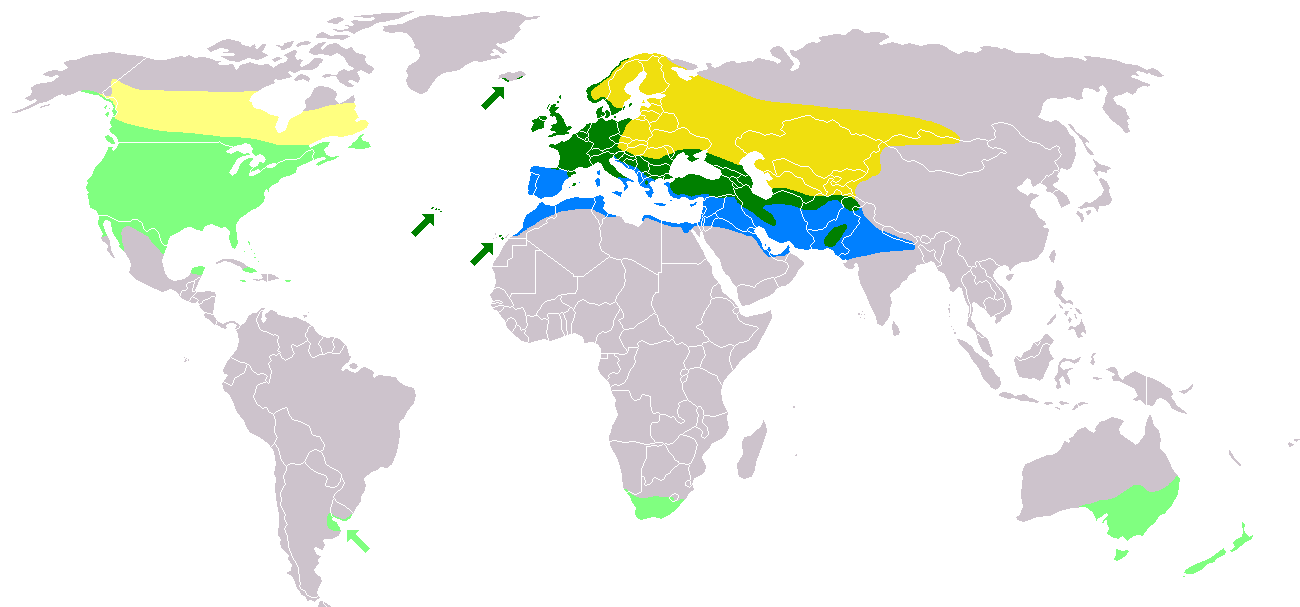
Verspreidingsgebied van de spreeuw
----

Het oorspronkelijke leefgebied van de spreeuw beslaat het grootste deel van Europa en delen van westelijk Azië.

### Introductie in Noord-Amerika
Net als de Europese mens is de spreeuw een kolonist in Noord-Amerika. Zijn verspreiding aldaar is redelijk goed bekend. Zijn introductie is een gevolg van bewust menselijk ingrijpen. Aanvankelijk sloeg de introductie van de spreeuw (Ohio 1872-1873, 1877 en 1887 New York, 1884 New Jersey en Massachusetts, 1887 wederom Massachusetts, 1897 Pennsylvania, 1889 en 1892 Oregon) niet aan. Maar Eugene Schieffelin, die zich had voorgenomen elke soort die in de werken van Shakespeare voorkwam in de Verenigde Staten te introduceren en die in de jaren zestig (van de negentiende eeuw) al met succes de huismus geïntroduceerd had, liet in 1890 een groepje van circa 60 uit Engeland afkomstige spreeuwen los in Central Park in New York en op dezelfde plaats een jaar later nog eens een stuk of veertig. Schieffelin informeerde regelmatig bij het centrale punt waar alle informatie op dit gebied bij elkaar kwam (het Museum of Natural History) of er al nieuwe waarnemingen gedaan waren. Uitgerekend onder de dakpannen van ditzelfde museum werd in 1891 het eerste nest waargenomen. Meer broedgevallen volgden. Binnen tien jaar was de spreeuw een reguliere bewoner in een gebied zo groot als Nederland en binnen dertig jaar kon hij als gewone bewoner van Noordoost-Amerika beschouwd worden tot aan ongeveer de grens met Canada (een gebied zo groot als West-Europa). De eerste waarnemingen van toen nog geïsoleerde spreeuwen aan de westkust waren in de winters van 1946-49 en de zomer van 1949 (de spreeuw verspreidt zich vanwege zijn trekneigingen in de winter het meest). Tegenwoordig komt de spreeuw over bijna het gehele Noord-Amerikaanse continent voor, inclusief Canada en Alaska.

### Status in Nederland
In Nederland loopt de populatie spreeuwen sinds de jaren 1990 snel terug. SOVON vogelonderzoek telde vóór 1990 nog 1,3 miljoen exemplaren. In 2008 was dat aantal gedaald tot 600.000. De terugloop wordt geweten aan het verdwijnen van weilanden en de verdroging van het grasland door het bodembeheer. Het aantal broedparen over de periode 2018-2020 ligt tussen 400.000 en 700.000.

## Taxonomie
In Europa komen twee soorten spreeuwen voor, de gewone spreeuw (Sturnus vulgaris) en de zwarte spreeuw (Sturnus unicolor). De gangbare manier om te beslissen of soorten verschillend zijn of dat het slechts variaties zijn van dezelfde soort, is ernaar te kijken of ze zich onder natuurlijke omstandigheden mengen. Omdat de broedgebieden van deze twee soorten niet overlappend zijn, is het vaak echter niet mogelijk hier een definitief antwoord op te geven.
Er worden dertien ondersoorten van de spreeuw onderscheiden:
- S. v. caucasicus: van de Kaukasus tot zuidelijk Iran.
- S. v. vulgaris: het grootste deel van Europa.
- S. v. faroensis: de Faeröereilanden.
- S. v. zetlandicus: de Shetlandeilanden.
- S. v. granti: de Azoren.
- S. v. poltaratskyi: van zuidoostelijk Europees Rusland tot westelijk Mongolië.
- S. v. tauricus: Oekraïne, zuidwestelijk Rusland en Turkije.
- S. v. purpurascens: oostelijk Turkije, Georgië en Armenië.
- S. v. oppenheimi: zuidoostelijk Turkije en noordelijk Irak.
- S. v. nobilior: noordoostelijk Iran, zuidelijk Turkmenistan en Afghanistan.
- S. v. porphyronotus: van oostelijk Kazachstan en noordwestelijk China tot Oezbekistan en Tadzjikistan.
- S. v. humii: de westelijke Himalaya.
- S. v. minor: centraal en zuidelijk Pakistan.

## Galerij

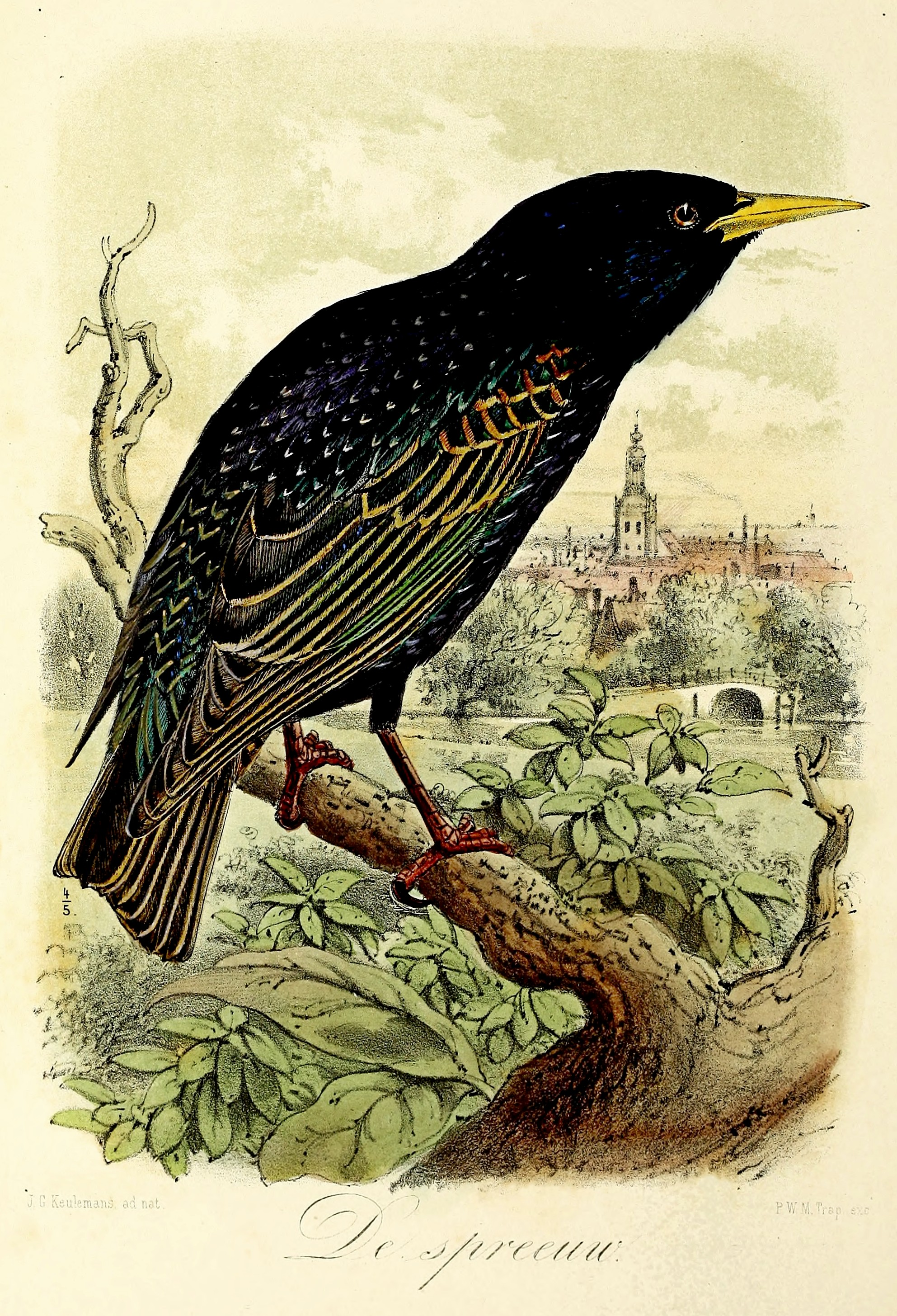
De spreeuw (1869), John Gerrard Keulemans
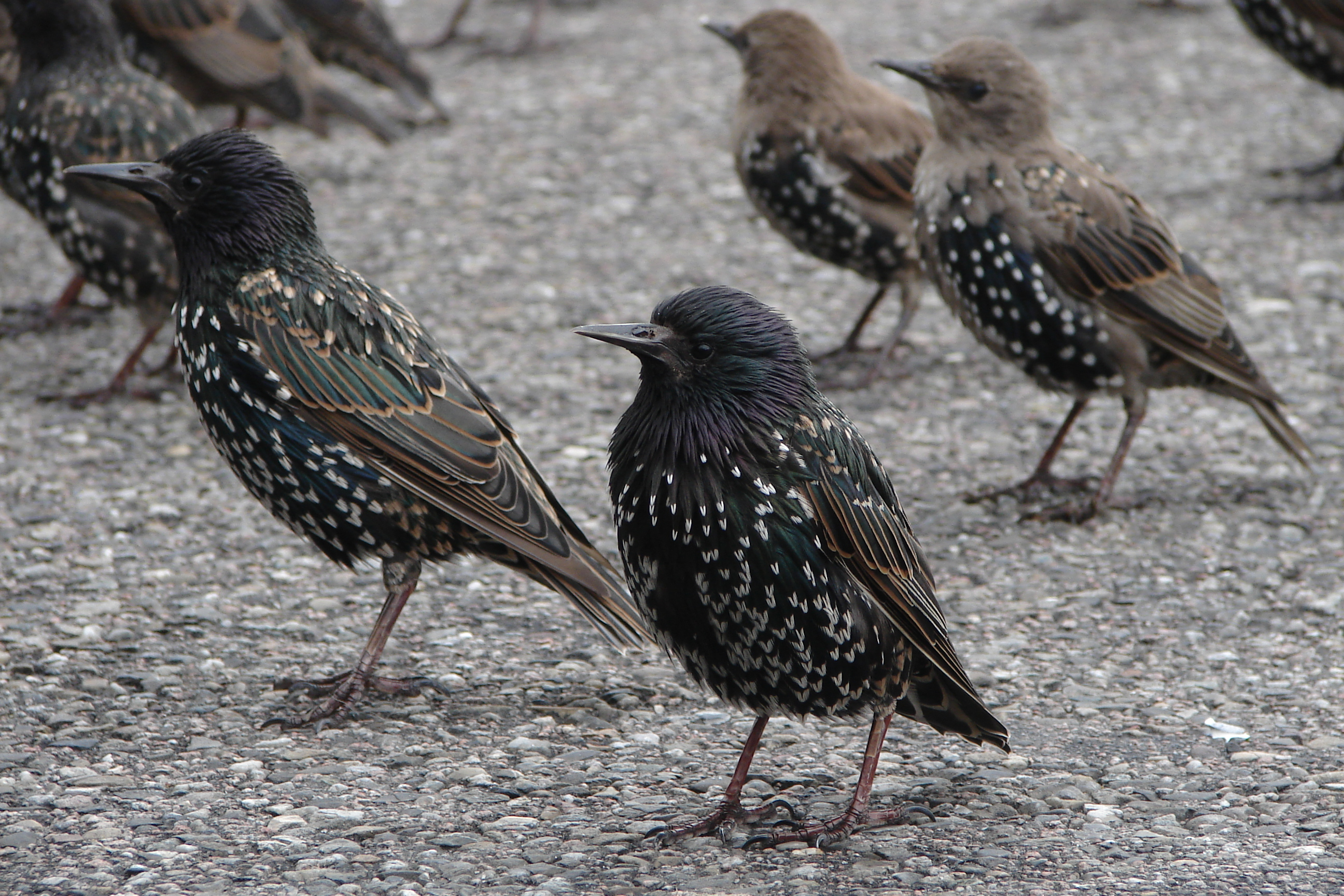
Volwassen spreeuwen in de rui naar het winterkleed, late zomer
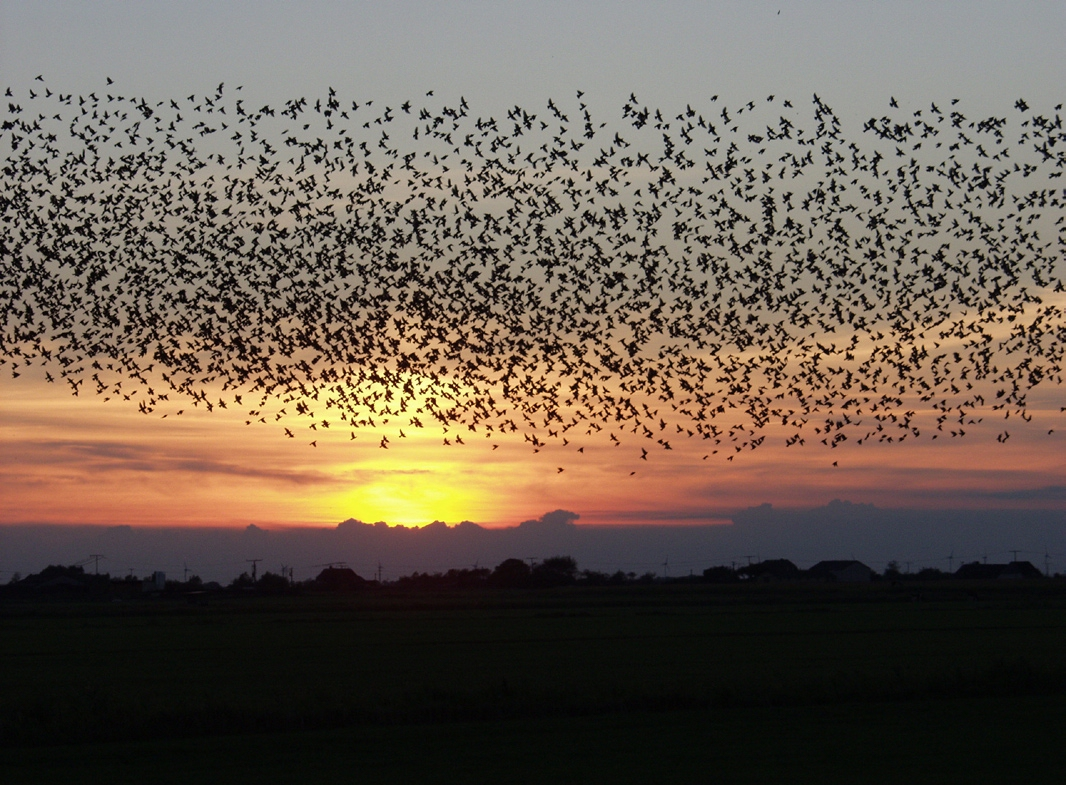
Een zwerm spreeuwen of Sort Sol in Jutland (Denemarken)
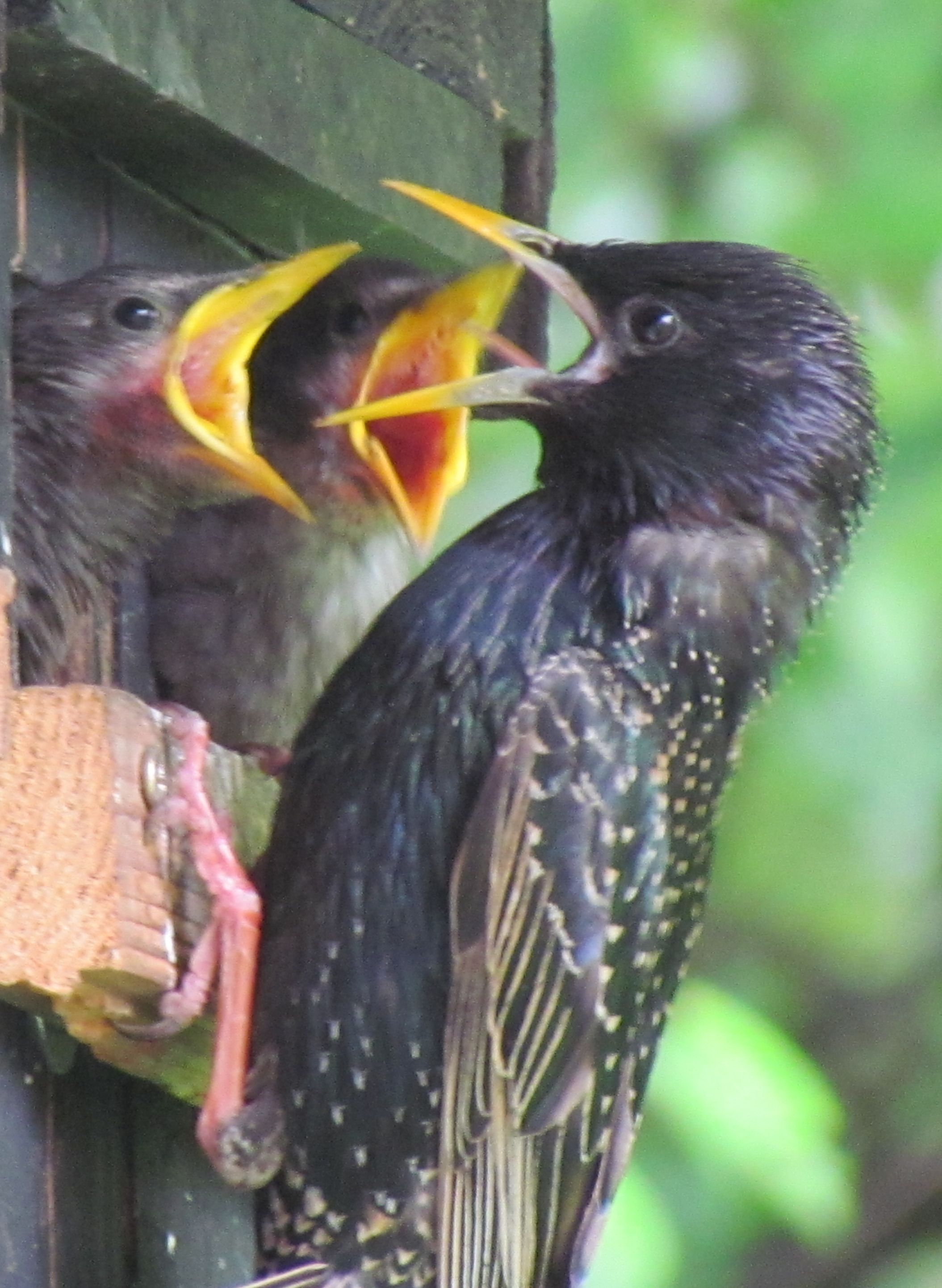
Spreeuwennest met jongen
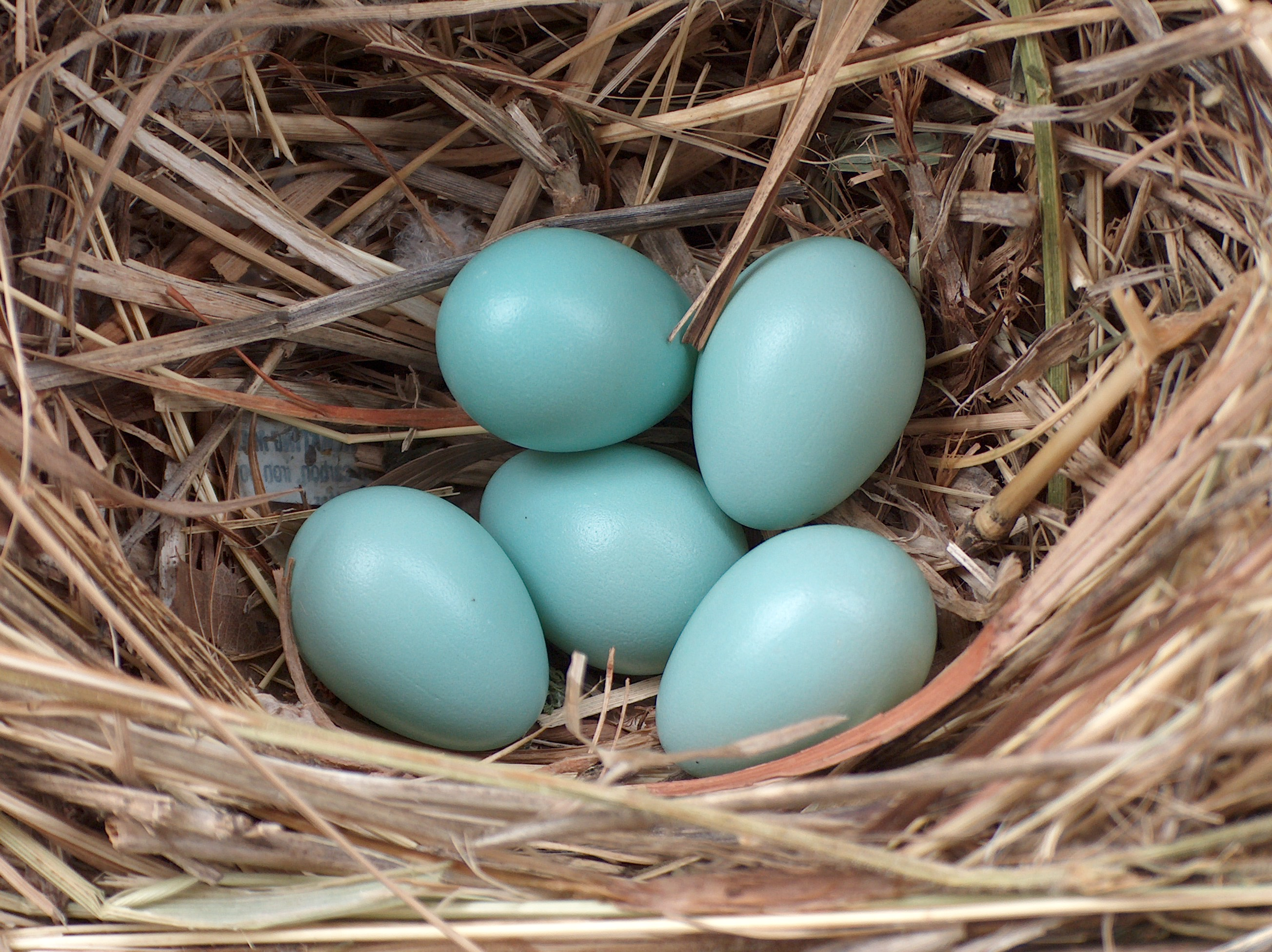
Nest met vijf eieren
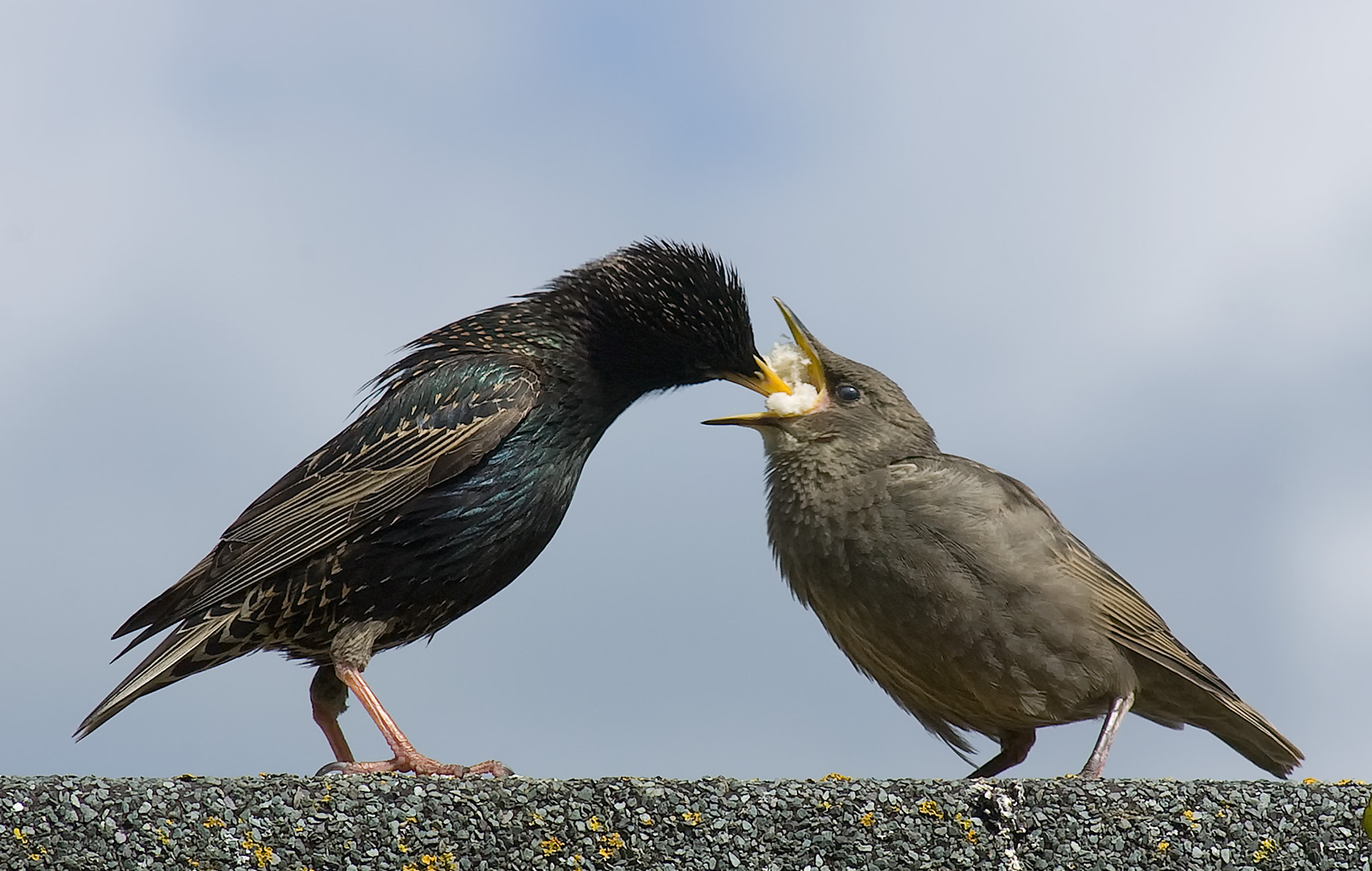
Jonge spreeuw wordt gevoerd
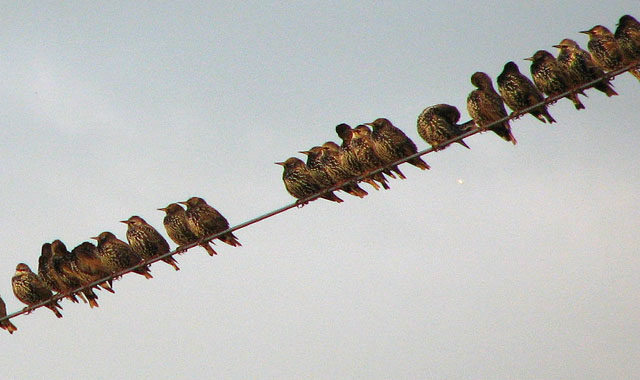
Spreeuwen verzamelen zich in de herfst ter voorbereiding van de trek naar hun winterverblijf